# Restos del convento de San Antonio el Real (Salamanca)
El Convento de San Antonio el Real de los Franciscanos, está situado dentro del casco urbano de Salamanca (España). 

## Historia
Fue construido en 1745 por Fr. Francisco de la Visitación, miembro de la Orden y sus restos están englobados en edificaciones, principalmente en el Teatro del Liceo, que debe ocupar el solar del Claustro, y en un establecimiento comercial (Zara), que ha llevado a cabo una rehabilitación del espacio, utilizado para viviendas durante el siglo XIX y cuyos bajos se destinaron a oficina bancaria a mediados del XX. La rehabilitación, diseñada por Sonia Vázquez, ha dejado a la vista los paramentos y la cúpula de la antigua iglesia. Fue declarado BIC con categoría de Monumento el 26 de marzo de 1997, publicándose en el BOCYL el 2 de abril de 1997 y el 7 de junio de 1997 en el BOE.

## Descripción
La iglesia, que no llegó a concluirse, era de mampostería y sillería en las esquinas, planta de cruz latina, con capillas laterales, y otra, adosada a la cabecera, llamada de los Dolores. Se cubría con bóveda de cañón con lunetos, decorada con yeserías de entrelazo y formas geométricas, y cúpula sobre pechinas rasgadas con ventanas, lo que la convierte en un tipo original y único dentro del Barroco español. Al exterior presenta tambor ochavado, con paramentos de mampostería enfoscados, con reforzado de sillería en esquinazos y cornisa. En los lienzos correspondientes a las esquinas del crucero se alzan buhardillas, que protegen los vanos abiertos en las pechinas. El octavo se cubre con teja árabe, sobre armadura de madera, rematándose el conjunto con una linternilla. El claustro fue construido unos años más tarde por Jerónimo García de Quiñones; las restantes dependencias conventuales han desaparecido totalmente, y en su lugar se han alzado otras edificaciones.